# Sydney Blythe
Sydney Blythe foi um diretor de fotografia britânico.

## Filmografia selecionada
- The Faithful Heart (1922)
- Married Love (1923)
- The Knockout (1923)
- She (1925)
- If Youth But Knew (1926)
- Q Ships (1928)
- The Infamous Lady (1928)
- At the Villa Rose (1930)
- Lord Richard in the Pantry (1930)
- Alibi (1931)
- Black Coffee (1931)